# Конрад, Рудольф
Рудольф Конрад (нем. Rudolf Konrad; 7 марта 1891 — 10 июня 1964) — немецкий офицер, участник Первой и Второй мировых войн, генерал горных войск, кавалер Рыцарского креста.

## Начало военной карьеры
В июле 1910 года поступил на военную службу фанен-юнкером (кандидат в офицеры), в артиллерийский полк. С октября 1912 года — лейтенант.

## Первая мировая война
Командовал батареей. С января 1916 года — старший лейтенант. За время войны награждён Железными крестами обеих степеней и ещё двумя орденами. Был ранен.

## Между мировыми войнами
Продолжил службу в рейхсвере. К началу Второй мировой войны — начальник штаба 18-го армейского корпуса, генерал-майор.

## Вторая мировая война
В сентябре-октябре 1939 года — участвовал в Польской кампании. Награждён планками к Железным крестам обеих степеней (повторное награждение).
С февраля 1940 года — начальник штаба 2-й армии.
В мае-июне 1940 года — участвовал во Французской кампании. С февраля 1941 года — генерал-лейтенант.
С декабря 1941 года — участвовал в германо-советской войне, командующий 49-м горным корпусом, бои на реке Миус.
С марта 1942 года — в звании генерал горных войск. Бои на Кавказском направлении. 1 августа 1942 года — награждён Рыцарским крестом.
В 1943 году — 49-й горный корпус отступил на Кубань, затем в Крым.
В феврале 1944 года — генерал горных войск Конрад награждён Золотым немецким крестом. С мая по декабрь 1944 года — в командном резерве.
С января 1945 года — командующий 68-м армейским корпусом (в Венгрии). Отступление в Австрию. После капитуляции Германии 8 мая 1945 года — взят в американский плен.

## Награды
- Медаль принца-регента Луитпольда (3 марта 1911) (Королевство Бавария)
- Железный крест 2-го класса (5 ноября 1914) (Королевство Пруссия)
- Орден «За военные заслуги» 4-го класса с мечами (5 января 1915, позднее возвращён) (Королевство Бавария)
- Железный крест 1-го класса (11 июня 1916) (Королевство Пруссия)
- Орден «За военные заслуги» 4-го класса с воинским отличием и мечами (9 мая 1918) (Королевство Бавария)
- Нагрудный знак «За ранение» (1918) чёрный (1 августа 1918)
- Нагрудный знак военного горного проводника[нем.]
- Медаль «За выслугу лет в вермахте» с 4-го по 1-й класс
- Немецкий имперский спортивный знак в серебре
- Медаль «В память 13 марта 1938 года»
- Медаль «В память 1 октября 1938 года» с пряжкой «Пражский замок» (9 августа 1939)
- Пряжка к Железному кресту 2-го класса (18 сентября 1939)
- Пряжка к Железному кресту 1-го класса (2 октября 1939)
- Упоминание в Вермахтберихт 27 июля 1942
- Рыцарский крест Железного креста (1 августа 1942)
- Медаль «За зимнюю кампанию на Востоке 1941/42» (25 августа 1942)
- Немецкий крест в золоте (23 февраля 1944)
- Орден Михая Храброго 3-го класса